# Dörrenbach (Nadrenia-Palatynat)
Dörrenbach (palat. Derrebach) – miejscowość i gmina w Niemczech, w kraju związkowym Nadrenia-Palatynat, w powiecie Südliche Weinstraße, wchodzi w skład gminy związkowej Bad Bergzabern.